# Sofia Amàlia de Nassau-Saarbrücken
Sofia Amàlia de Nassau-Saarbrücken (en alemany Sofie Amalie von Nassau-Saarbrücken) va néixer a Saarbrücken (Alemanya) el 19 de setembre de 1666 i va morir a Langenburg el 29 d'octubre de 1736. Era filla del comte Gustau Adolf (1632-1677) i d'Elionor Clara de Hohenlohe-Neuenstein (1632-1709).

## Matrimoni i fills
El 22 d'agost de 1686 es va casar a Langenburg amb Albert Wolfgang de Hohenlohe-Langenburg (1659-1715), fill del comte Enric Frederic (1625-1699) i de la comtessa Juliana Dorotea de Castell-Remlingen (1640-1706). Fruit d'aquest matrimoni en nasqueren els següents fills:
- Elionor Juliana (1687-1701)
- Frederic Lluís, nascut i mort el 1688
- Sofia Carlota (1690-1691)
- Felip(1692-1699)
- Cristiana (1693-1695)
- Lluís (1696-1765), casat amb Elionor de Nassau-Saarbrücken (1707-1769).
- Carlota (1697-1743)
- Cristià (1699-1719)
- Albertina (1701-1773), casada amb Felip Enric de Hohenlohe-Ingelfingen (1702-1781).
- Sofia Frederica (1702-1734)
- Enriqueta (1704-1709)
- Frederic Carles (1706-1718)